# Леденёв, Виктор Иванович
Виктор Иванович Леденёв (15 января 1941, Адыгея — 31 июля 2025) — белорусский писатель и драматург.

## Биография
Родился 15 января 1941 года на Северном Кавказе, в Адыгее, аул Кошехабль.
Отец ушёл на фронт, а Виктор со старшим братом Александром и матерью остался в оккупации. По доносу офицера СМЕРШ отец Виктора был обвинён в государственной измене и осуждён, а семья попала в зону особого режима, недалеко от Новосибирска.
После окончания срока заключения отец вернулся к нормальной жизни и стал учителем, а потом и директором школы в Новосибирске. Из-за болезни лёгких Виктор вынужден был сразу пойти в пятый класс школы и закончил её, когда ему ещё не было 16 лет. После выпуска он поступил в Новосибирский институт военных инженеров транспорта, где проучился три курса.
Первой публикацией Виктора стал зрительский отклик на кинофильм «Последний дюйм», который опубликовали в молодёжной газете.
Виктор занимался альпинизмом, получил звание мастера спорта. Потом уехал в Москву, а позже перебрался в Минск, Здесь он окончил государственный университет, отделение журналистики и стал после его окончания работать на кафедре.
Работал в республиканской газете «Знамя юности», откуда его пригласили работать на киностудию «Беларусьфильм». За время работы на студии он принял участие как редактор, сценарист и режиссёр в создании более чем 30 фильмов.
Когда началась Перестройка, Виктор с друзьями основали первую в Беларуси независимую киностудию «Артель Ф», на которой было снято шесть полнометражных игровых фильмов и один документальный. Позже студия перестала существовать, и Виктор Леденёв создал видеостудию «ВИЛ МЕДИА».
Первая приключенческая повесть была выпущена в Минске под названием «Адская машина». За ней последовали «Вьетнамский коктейль», «Золото самураев», «Неделя на ликвидацию», которые вышли в Москве в издательстве АСТ.
В АСТ также вышли рассказы Виктора Леденева в сборнике фантастики, на Украине, на Кипре, в Швеции и Израиле. В 2010 году вышла книга «Очки» в Минске (издательство «Ковчег»), куда вошли две новые пьесы Виктора Леденёва, много рассказов и стихов.
Кроме того, на сцене белорусского национального театра идут его пьесы «Деметриус» и новый перевод и редакция известной пьесы Г. Гауптмана «Перед заходом солнца», которая не сходит со сцены более пяти лет, готовятся к постановке новые пьесы. С пьесой «Деметриус» он был вместе с Национальным белорусским театром им. М. Горького участником и лауреатом Шиллеровского фестиваля в Веймаре (Германия).
Пока существовал СССР, был членом Союза журналистов, сейчас — член БАЖ (Белорусской ассоциации журналистов), член Союза белорусских писателей, Союза театральных деятелей РБ.
Был лауреатом СЖ СССР, награждён почётными грамотами Верховного Совета и правительственными наградами.
Жил в Минске. Умер 31 июля 2025 года в возрасте 84 лет.